# Allium angulosum
Allium angulosum es una especie de planta bulbosa del género Allium, perteneciente a la familia de las amarilidáceas, del orden de las Asparagales. Se distribuye por Eurasia y Kirguistán donde crece en los prados.

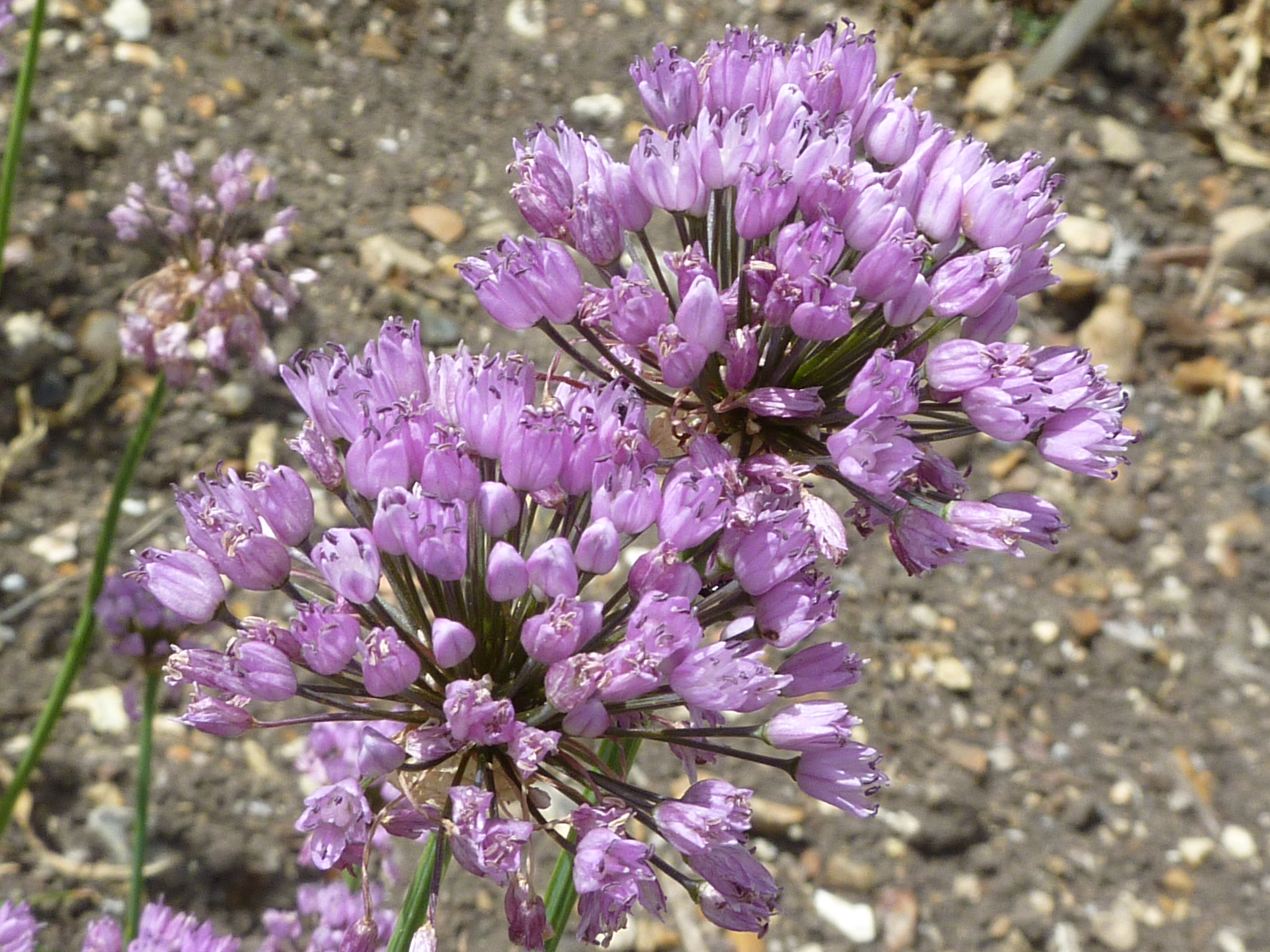
Detalle de inflorescencia

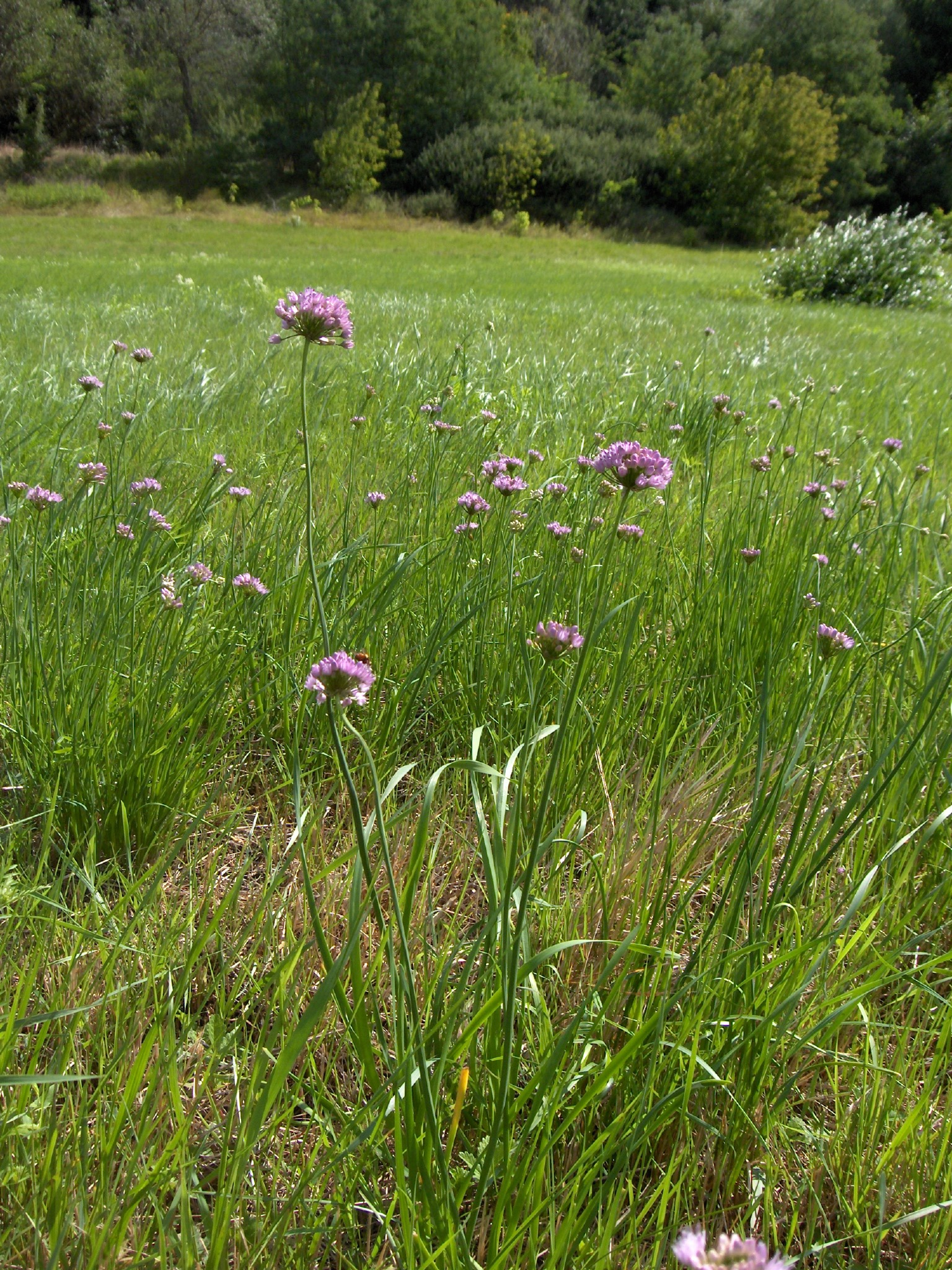
En su hábitat

## Descripción botánica
Tiene bulbos, estrechamente cónicos, de 0,5-0,75 cm de espesor, con rizoma horizontal o ascendente. El tallo  delgado de 25-50 cm de altura. Las hojas en el número de 5-6, en la base del tallo, lineales, de 2-4 mm de ancho, obtusas, lisas, rectas. La inflorescencia en forma de umbela hemisférica con muchas flores.

## Taxonomía
- Allium angulosum fue descrita por  Carlos Linneo y publicado en Species Plantarum 1: 300, en el año 1753.[1][2][3]
- Allium angulosum descrita por All. es sinónimo de Allium denudatum de Redouté[4]

Etimología
Allium: nombre genérico muy antiguo. Las plantas de este género eran conocidos tanto por los romanos como por los griegos. Sin embargo, parece que el término tiene un origen celta y significa "quemar", en referencia al fuerte olor acre de la planta. Uno de los primeros en utilizar este nombre para fines botánicos fue el naturalista francés Joseph Pitton de Tournefort (1656-1708).
angulosum: epíteto latino que significa "con ángulos".
Sinonimia
- Cepa angulosa (L.) Bernh., Syst. Verz.: 202. 1800.
- Xylorhiza angulosa (L.) Salisb., Gen. Pl.: 89. 1866, nom. inval.
- Allium acutangulum Schrad., Index Seminum (GOET) 1808: s.p.. 1808.
- Allium acutangulum var. senescens Nyman, Consp. Fl. Eur.: 739. 1882.
- Allium angulare Pall., Reise Russ. Reich. 3: 299. 1776.
- Allium angulatum Pall., Reise Russ. Reich. 3: 408. 1776.
- Allium calcareum Wallr., Erst. Beitr. Fl. Hercyn. 2: 196. 1840.
- Allium danubiale Spreng., Mant. Prim. Fl. Hal.: 38. 1807.
- Allium flavescens var. stramineum Nyman, Consp. Fl. Eur.: 739. 1882.
- Allium inodorum Willd., Sp. Pl. 2: 76. 1799, nom. illeg.
- Allium laxum G.Don, Mem. Wern. Nat. Hist. Soc. 6: 63. 1827.
- Allium lusitanicum F.Delaroche in P.J.Redouté, Liliac. 5: t. 271. 1809, nom. illeg.
- Allium microcephalum Willd. ex Kunth, Enum. Pl. 4: 425. 1843, nom. inval.
- Allium odorum Kar. & Kir., Bull. Soc. Imp. Naturalistes Moscou 14: 854. 1841, nom. illeg.
- Allium reticulatum Wallr., Sched. Crit.: 135. 1822), nom. illeg.
- Allium senescens Suter, Helvet. Fl. 1: 193. 1802, sensu auct.
- Allium stramineum Schur, Enum. Pl. Transsilv.: 674. 1866, nom. illeg.
- Allium triquetrum Schrad. ex Schult. & Schult.f. in J.J.Roemer & J.A.Schultes, Syst. Veg. 7: 1078. 1830, nom. inval.
- Allium uliginosum Kanitz, Linnaea 32: 399. 1863, nom. illeg.
- Maligia fastigiata Raf., Fl. Tellur. 2: 19. 1837.[7]